# Vene epatiche
Nell'anatomia umana, le vene epatiche, o vene sovraepatiche, sono dei vasi sanguigni che drenano il sangue de-ossigenato dal fegato, dopo essere stato da esso ripulito, nella vena cava inferiore, all'interno della fossa della vena cava che si trova sul fegato.
Esse sorgono dal parenchima epatico, più specificamente originano dalle vene centrolobulari e sottolobulari. Nessuna delle vene epatiche ha valvole.
Si distinguono tre vene epatiche maggiori, di destra, di sinistra e media. A queste si aggiunge un numero variabile di piccole vene epatiche minori.

## Patologia
L'occlusione delle vene epatiche è nota come sindrome di Budd-Chiari.